# Comté de Perry (Ohio)
Pour les articles homonymes, voir Comté de Perry et Perry.
Le comté de Perry est situé dans l’État de Ohio, aux États-Unis. Il comptait 35 408 habitants en 2020. Son siège est New Lexington.